# Hugo Blanco (músico)
Hugo César Blanco Manzo (Caracas, 25 de septiembre de 1940 – Caracas, 14 de junio de 2015) fue un músico, compositor, intérprete, productor y arreglista venezolano, reconocido por varias composiciones con proyección internacional.

## Biografía
Hijo de César Blanco Vásquez y Carmen Manzo Perroni, Hugo Blanco mostró interés por la música venezolana desde los doce años, cuando frecuentaba emisoras de radio para observar a los músicos. Aprendió teóricamente a tocar el cuatro, instrumento que adquirió con propinas que guardaba desde niño, y pronto comenzó a dominarlo.
Posteriormente estudió la ejecución del arpa, inspirándose en músicos como Juan Vicente Torrealba, José Romero Bello y Amado Lovera. Formó su primer conjunto musical y recibió un arpa de la familia Attías, con la que compuso su primera pieza. Según sus propias palabras, «En esos tiempos casi no había conjunto de música criolla, nosotros formamos uno en el Liceo Aplicación, obteniendo bastante éxito en el medio estudiantil.»

### Carrera musical
En 1958, fue invitado por Francisco González, propietario del estudio «Gonzalito» en Caracas, a grabar su música, integrando a su hermano Nelson Blanco Manzo en su primer grupo. En paralelo, ingresó a la Universidad Central de Venezuela para estudiar Ingeniería Metalúrgica, carrera que abandonó tras tres años para dedicarse a la música y mantener a su familia.
Durante la década de 1960, Blanco grabó varios álbumes y colaboró con el humorista Simón Díaz, produciendo múltiples discos. A mediados de los setenta formó el grupo infantil La Rondallita y colaboró con el humorista Joselo (José Díaz Márquez). Contrajo matrimonio en 1978 con Ana Isabel Aranguren Mancebo, con quien tuvo tres hijos. En los años ochenta, trabajó con cantantes como Tania de Venezuela, Cristina Maica y Rosa Virginia Chacín, además de fundar el grupo de música bailable Los Hijos de Ña Carmen.
Blanco es reconocido por haber iniciado la ejecución del arpa en música tropical bailable con el llamado Ritmo Orquídea. También se le atribuye ser precursor del ska y reggae en Venezuela durante los años 1960, influenciado por artistas como Byron Lee, Jimmy Cliff y Desmond Dekker, y produjo al cuarteto vocal Las Cuatro Monedas.
Durante veinte años, Blanco produjo discos decembrinos con gaitas zulianas y tamboreras humorísticas, comenzando en 1963 con Simón Díaz y extendiéndose hasta 1977. Posteriormente colaboró con Joselo desde 1977 hasta 1989, manteniendo el éxito de estas producciones, muchas de las cuales fueron digitalizadas.

### Fallecimiento
Hugo Blanco falleció el 14 de junio de 2015 a los 74 años en Caracas, debido a una hipoglucemia relacionada con la diabetes que padecía. Sus restos reposan en el Cementerio del Este de Caracas, donde descansa junto a su inseparable arpa.

## Composiciones destacadas

### Moliendo Café
Su interpretación más famosa, «Moliendo Café», fue realizada el 19 de diciembre de 1960 y alcanzó proyección mundial. No obstante, la autoría ha sido objeto de controversia, ya que su tío, José Manzo Perroni, registró oficialmente la obra y afirmó haber compuesto la canción. El litigio por los derechos se prolongó tras la muerte de Manzo Perroni, sin resolución definitiva.

### El Burrito Sabanero
Blanco también es conocido por «El Burrito Sabanero», inicialmente grabado como «El burro de Belén» en un disco de gaita zuliana de Simón Díaz titulado Gaita 72. En 1975, apoyado por productores relacionados con Topo Gigio, Blanco compuso cuatro canciones para un álbum navideño, incluyendo el tema renombrado «Mi burrito sabanero». Al año siguiente, la canción fue incluida en el segundo disco de La Rondallita y se convirtió en un éxito internacional, con numerosas versiones posteriores.
| - «María Morena» - «El Cigarrón» - «Moliendo Café» - «El Paso de la Mona» - «Tierra Mojada» - «La Chispita» - «El Herrero» - «Orquídea» - «Playa Colorada» - «La Rinconada» - «Miel de Abejas» |  | - Domingo por la Mañana - Cumbia con Arpa - La Rosa Blanca - Cota 905 - Alegre - Mañana vas a Llorar - Guacharo - La Chicharra - Dos Esclavos - Plaza de Toros - Madrigal |  | - Si te vas, te Vas - Una Noche en el Llano - Leche Condensada - Sierra Nevada - La India Tibaire - Un Padre Nuestro en la Playa - La Piñata - Mala Pata - Por la Carretera - La Vecina - Llegó Pacheco |  | - Guajira con Arpa - Corazón de Fresa - Antes - Mañanita Zuliana - Balada del Bombardino - El Burrito Sabanero - María Mercé - Luces de Caracas - La Trasandina - La Diabla - Agua Fresca |  | - El Peine - Chapoteando - El Gallo de Oro - El Botellero - La Palma de Coco |

## Filmografía
Aparte de sus actividades habituales como intérprete y compositor, Hugo Blanco realizó los temas para las películas que se detallan. 
| Año  | Título           | Director             |
| ---- | ---------------- | -------------------- |
| 1962 | Lujuria Tropical | Armando Bó           |
| 1963 | Twist y Crimen   | Arturo Plascencia    |
| 1964 | Isla de Sal      | Clemente de La Cerda |
| 1964 | El Raspado       | René Cardona Jr.     |
| 1964 | El Rostro Oculto | Clemente de La Cerda |

## Discografía
| Serie         | Título                                                | Discográfica                                     |
| LP 2011       | La Dama Equis Canta: Ritmo Orquídea                   | Discos Gramcko (Venezuela)                       |
| LP 6050       | El Nuevo Ritmo Orquídea                               | Palacio de la Música (Venezuela)                 |
| LP 6070       | La India Tibaire                                      | Palacio de la Música (Venezuela)                 |
| LP 6080       | Hugo Blanco en Percusión                              | Palacio de la Música (Venezuela)                 |
| LP 6097       | Balada del Bombardino                                 | Palacio de la Música (Venezuela)                 |
| LP 6099       | Selección Navideña                                    | Palacio de la Música (Venezuela)                 |
| LP 6110       | Me Gusta Hugo Blanco                                  | Palacio de la Música (Venezuela)                 |
| LP 6131       | Más Ritmo!! con Hugo Blanco                           | Palacio de la Música (Venezuela)                 |
| LP 6150       | Navidad Criolla                                       | Palacio de la Música (Venezuela)                 |
| LPS 66153     | Bailables con Hugo Blanco                             | Palacio de la Música (Venezuela)                 |
| LPS 66176     | Bailables con Hugo Blanco № 2                         | Palacio de la Música (Venezuela)                 |
| LPS 66195     | Bailables con Hugo Blanco № 3 "La Chispita"           | Palacio de la Música (Venezuela)                 |
| LPS 66198     | Bailables con Hugo Blanco № 4                         | Palacio de la Música (Venezuela)                 |
| LPS 66217     | Bailables con Hugo Blanco № 5                         | Palacio de la Música (Venezuela)                 |
| LPS 66243     | Bailables con Hugo Blanco № 6                         | Palacio de la Música (Venezuela)                 |
| LPS 66264     | Superbailables con Hugo Blanco № 7                    | Palacio de la Música (Venezuela)                 |
| LPS 66277     | Bailables con Hugo Blanco № 8                         | Palacio de la Música (Venezuela)                 |
| LPS 66312     | Bailables con Hugo Blanco № 9 "Agua Fresca"           | Palacio de la Música (Venezuela)                 |
| LPS 66331     | Bailables con Hugo Blanco № 10                        | Palacio de la Música/Producciones HB (Venezuela) |
| LPS 66371     | Bailables con Hugo Blanco № 11                        | Palacio de la Música/Producciones HB (Venezuela) |
| LPS 66445     | Bailables con Hugo Blanco № 12                        | Palacio de la Música/Producciones HB (Venezuela) |
| LPS 66560     | Bailables con Hugo Blanco № 13                        | Palacio de la Música/Producciones HB (Venezuela) |
| 46409         | Moliendo Café                                         | Polydor (Alemania)                               |
| LPS 6131      | Hugo Blanco en Trinidad (*)                           | Palacio de la Música (Venezuela)                 |
| LP 6248       | Rosa Virginia En Europa                               | Palacio de la Música (Venezuela)                 |
| LPS 66241     | La Música de Hugo Blanco                              | Palacio de la Música (Venezuela)                 |
| LPS 66315     | Nuevas Experiencias en la Música Venezolana           | Palacio de la Música (Venezuela)                 |
| LPS 66319     | Sierra Nevada                                         | Palacio de la Música (Venezuela)                 |
| ELP 001       | Topo Gigio en Navidad con Hugo Blanco                 | Novedades Erick, C.A. (Venezuela)                |
| LPS 66364     | La Rondallita: El Burrito de Belén                    | Palacio de la Música/Producciones HB (Venezuela) |
| LPS 66.380    | La Rondallita Vol. 2                                  | Palacio de la Música/Producciones HB (Venezuela) |
| WSLA 4121-H   | La Rondallita Vol. 3                                  | West Side Latino Records (EE. UU.)               |
| PAL 0066550.5 | La Parranda de Hugo Blanco                            | Palacio/Virrey                                   |
| LPS 66.545    | Hugo Blanco De Fiesta                                 | Palacio de la Música/Producciones HB (Venezuela) |
| LPS 66.527    | Hoy Hablé de Ti: Rosa Virginia Chacín con Hugo Blanco | Palacio de la Música (Venezuela)                 |
| LPS 66.573    | Soñé que Soñaba: Rosa Virginia Chacín con Hugo Blanco | Palacio de la Música (Venezuela)                 |
| SR 066        | Mirtha Pérez con el Conj. de Hugo Blanco              | Rodven Discos (Venezuela)                        |
| LPS 2012      | El Sabor de Hugo Blanco                               | Palacio de la Música/Producciones HB (Venezuela) |
| LPS 66.576    | Arpa Brava                                            | Palacio de la Música/Producciones HB (Venezuela) |
| 102. 07288    | Tania con Hugo Blanco                                 | Top Hits (Venezuela)                             |
| LPV 2097      | Los Hijos de Ña Carmen                                | Velvet (Venezuela)                               |
| LPS 66.577    | Los Hijos de Ña Carmen, Vol. 2                        | Palacio de la Música/Producciones HB (Venezuela) |
| LP 102-1911   | Hugo Blanco Presenta A: Luisa Tabares                 | Araguaney-La Discoteca, C.A.                     |
| LPS 2048      | Los Hijos de Ña Carmen: Fiestero                      | Palacio Rodven                                   |
| PDM 66625     | Alegre Navidad                                        | Palacio Rodven                                   |
| KUB 410-2T    | Festival Tropical                                     | Kubaney Records (EE. UU)                         |
| WSCD 4413     | El Rapidito                                           | West Side Latino Records (EE. UU.)               |
| WSCD          | Arpa Romántica                                        | West Side Latino Records (EE. UU.)               |

## Discografía con Simón Díaz
| Serie      | Año  | Título                                                    | Discográfica                                     |
| LP 6124    | 1963 | Parranda Criolla                                          | Palacio de la Música (Venezuela)                 |
| LP 6128    | 1964 | Música de la Película "Isla de Sal"                       | Palacio de la Música (Venezuela)                 |
| LP 6136    | 1964 | ¡Ya Llegó Simón!                                          | Palacio de la Música (Venezuela)                 |
| LP 6146    | 1964 | De Parranda con Simón                                     | Palacio de la Música (Venezuela)                 |
| LP 6154    | 1965 | Criollo y Sabroso                                         | Palacio de la Música (Venezuela)                 |
| LP 6181    | 1966 | Caracha Negro                                             | Palacio de la Música (Venezuela)                 |
| LP 6194    | 1966 | Gaitas y Parrandas Con Simón                              | Palacio de la Música (Venezuela)                 |
| LP 6221    | 1967 | Simón En Salsa, Simón En Gaita                            | Palacio de la Música (Venezuela)                 |
| LP 6253    | 1968 | Simón 69'                                                 | Palacio de la Música (Venezuela)                 |
| LP 6275    | 1969 | Gaita 70'                                                 | Palacio de la Música (Venezuela)                 |
| LP 6297    | 1970 | Simón 71' La Gaita de Las Cuñas                           | Palacio de la Música (Venezuela)                 |
| LP 6323    | 1971 | Simón: Gaita 72' La Gaita de Las Cuñas                    | Palacio de la Música/Producciones HB (Venezuela) |
| LPS 66333  | 1973 | La Gaita de Las Cuñas: El Candidato Chévere ¡Vota por Él! | Palacio de la Música/Producciones HB (Venezuela) |
| LPS 66345  | 1974 | Las Gaitas de Simón: Enemigo Público № 1                  | Palacio de la Música/Producciones HB (Venezuela) |
| LPS 66363  | 1975 | Las Gaitas de Simón: Culpable?                            | Palacio de la Música/Producciones HB (Venezuela) |
| LPS 66.383 | 1976 | Las Gaitas de Simón: Cuñas, Locas, Borrachitos            | Palacio de la Música/Producciones HB (Venezuela) |
| LPS 66.406 | 1977 | Las Gaitas de Simón 77                                    | Palacio de la Música/Producciones HB (Venezuela) |
| LPS 66.407 | 1978 | Canciones Criollas                                        | Palacio de la Música (Venezuela)                 |
| 102-07439  | 1985 | Las Gaitas de Simón                                       | Top Hits (Venezuela)                             |

## Discografía con Joselo
| Serie      | Año  | Título                                              | Discográfica                                      |
| LPS-66428  | 1978 | Las Gaitas de Joselo: Pa' Mi Que Ta' Bueno          | Palacio de la Música/Producciones H.B (Venezuela) |
| LPS-66.436 | 1979 | Yo Soy El Rey                                       | Palacio de la Música/Producciones H.B (Venezuela) |
| LPS-66.451 | 1979 | Las Gaitas de Joselo: "La Gaita del Mendigo"        | Palacio de la Música/Producciones H.B (Venezuela) |
| LPS-66.473 | 1980 | Joselo En: Ocho Años de Gaitas                      | Palacio de la Música/Producciones H.B (Venezuela) |
| LPS-66.477 | 1981 | Las Gaitas de Joselo: "La Gaita del Barbero"        | Palacio de la Música/Producciones H.B (Venezuela) |
| TVSD-5047  | 1982 | Las Gaitas de Joselo: "La Parranda del Presidente"  | Love Records/Producciones H.B (Venezuela)         |
| LPS-66.526 | 1982 | Las Gaitas de Joselo: "La Gaita de los Portugueses" | Palacio de la Música/Producciones H.B (Venezuela) |
| LPS-66.544 | 1983 | Las Gaitas de Joselo: "Gay-Ta de Las Locas"         | Palacio de la Música/Producciones H.B (Venezuela) |
| LPS-66.559 | 1984 | Las Gaitas de Joselo: "La Gaita del Conuco"         | Palacio de la Música/Producciones H.B (Venezuela) |
| LPS 2002   | 1985 | Las Gaitas de Joselo: "La Gaita de Los Artistas"    | Palacio de la Música/Producciones H.B (Venezuela) |
| LPS 2011   | 1986 | Las Gaitas de Joselo: "La Gaita del Brujo"          | Palacio de la Música/Producciones H.B (Venezuela) |
| LPS 2020   | 1987 | Las Gaitas de Joselo: "La Gaita de Joselito"        | Palacio de la Música/Producciones H.B (Venezuela) |
| LPS 2028   | 1988 | Las Gaitas de Joselo con Danielita                  | Palacio de la Música/Producciones H.B (Venezuela) |
| LPS 2039   | 1989 | Las Gaitas de Joselo: "La Gaita Gallega"            | Palacio de la Música/Producciones H.B (Venezuela) |
| LPS 66.619 | 1991 | Joselo' 92 Con Hugo Blanco                          | Palacio de la Música/Producciones H.B (Venezuela) |

## Discografía compilatoria
| Año  | Título                                     | Discográfica                     |
| 1995 | Sus Grandes Éxitos                         | Kubaney Records (EE. UU.)        |
| 1997 | Nueva Rondallita                           | Kubaney Records (EE. UU.)        |
| 1998 | Bailables de Oro                           | West Side Latino (EE. UU.)       |
| 2003 | La Historia: Hugo Blanco 16 Grandes Éxitos | Latin World Music (Venezuela)    |
| 2003 | Hugo Blanco Total                          | MTM (Colombia)                   |
| 2008 | Colección de Éxitos (15 Volúmenes)         | Palacio de la Música (Venezuela) |
| 2012 | 40 Años - 40 Éxitos                        | Polygram (Venezuela)             |

- Lo Mejor del Arpa Tropical
- Lo Mejor del Arpa Internacional
- Lo Mejor del Arpa Llanera
- Lo Mejor de las Mariposas con Joselo
- Frente a Frente: Simón Díaz
- ¡Arriba Hugo Blanco!